# Trznadel czarnogłowy
Trznadel czarnogłowy (Granativora melanocephala) – gatunek małego, wędrownego ptaka z rodziny trznadli (Emberizidae), zamieszkujący Eurazję. Wyjątkowo zalatuje do Polski. Nie jest zagrożony.

## Systematyka
Część systematyków zalicza trznadla czarnogłowego do rodzaju Emberiza. Jest to gatunek monotypowy.

## Morfologia
WyglądSamiec w upierzeniu godowym ma głowę czarną, żółty spód ciała i boki szyi oraz kasztanowy grzbiet. Skrzydła i ogon ciemne, ale pióra z jasną obwódką. Samica ubarwiona bardzo skromnie, szarobrązowa z brudnożółtym spodem ciała.
Wymiary średniedługość ciała 15,5–17,5 cm
rozpiętość skrzydeł ok. 26–29 cm
masa ciała 23–33 g

## Zasięg występowania
Trznadel czarnogłowy występuje od południa Europy (Włochy, tereny byłej Jugosławii, Albania, Grecja, Bułgaria, wschodnia Rumunia, Turcja, wschodnia Ukraina i południowo-zachodnia Rosja) przez Cypr, kraje Kaukazu Południowego i Bliski Wschód aż po zachodni Pakistan. Wędrowny, zimuje w zachodnich Indiach.
Do Polski zalatuje wyjątkowo (do końca 2017 odnotowano zaledwie 3 potwierdzone stwierdzenia, dwa ostatnie miały miejsce w 2015 i 2017).

## Ekologia i zachowanie

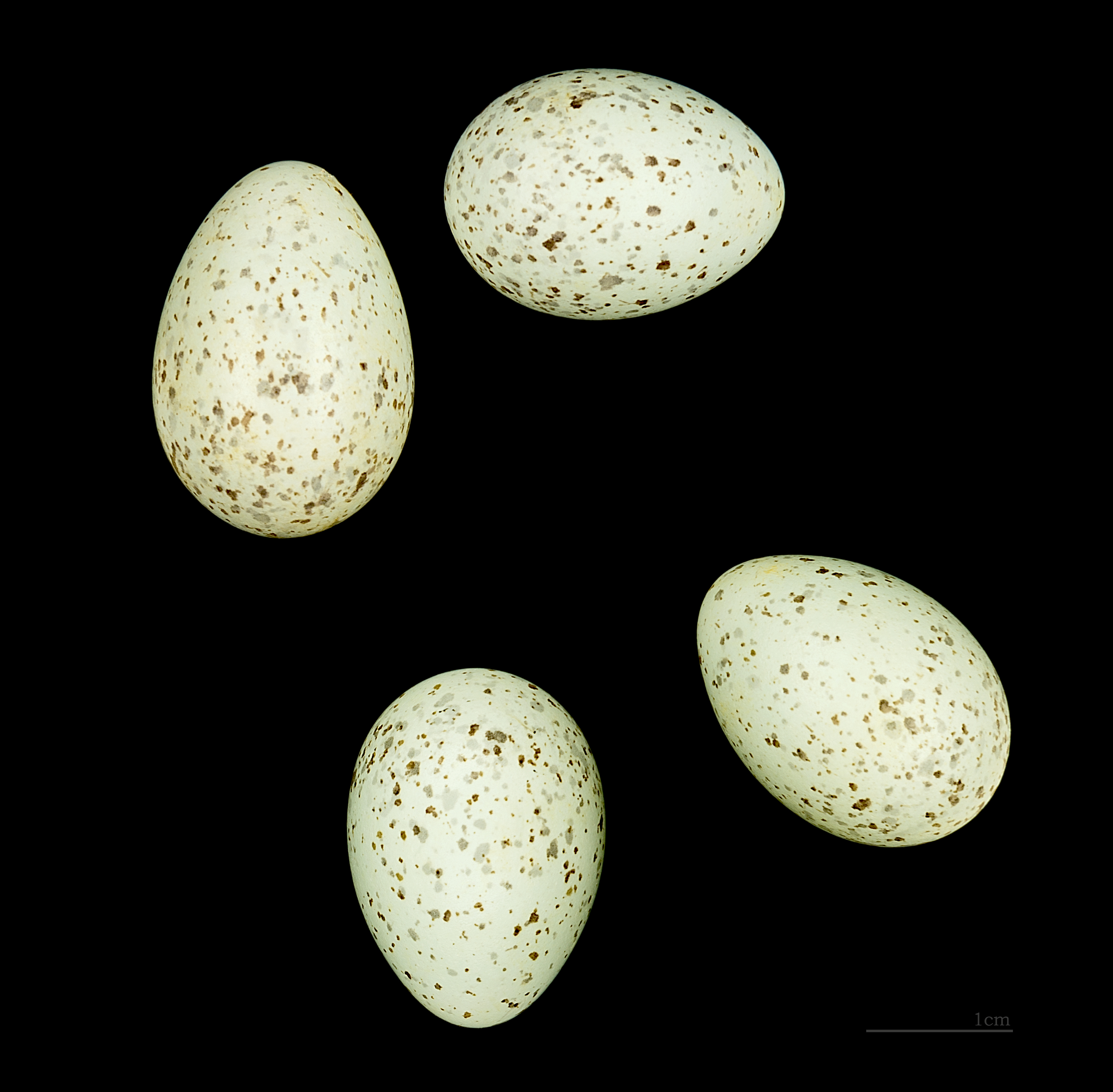
Jaja z kolekcji muzealnej

BiotopGaje oliwne, sady, zarośla makii.
GłosŚpiew na początku szorstki, potem przechodzi w metalicznie dzwoniący. Często śpiewa na wyeksponowanych miejscach.
GniazdoNa drzewach lub krzewach.
JajaSkłada od 4 do 6 jaj.
Wysiadywanie, pisklętaOd zniesienia ostatniego jaja trwa 12–14 dni. Pisklęta opuszczają gniazdo po ok. 9–12 dniach.
PożywienieNasiona roślin, w czasie karmienia młodych owady.

## Status i ochrona
IUCN uznaje trznadla czarnogłowego za gatunek najmniejszej troski (LC, Least Concern) nieprzerwanie od 1988 roku. Liczebność światowej populacji, obliczona w oparciu o szacunki organizacji BirdLife International dla Europy na rok 2015, zawiera się w przedziale 7–26 milionów dorosłych osobników. Trend liczebności populacji nie jest znany.
Na terenie Polski gatunek ten jest objęty ścisłą ochroną gatunkową.